# Lijst van voetbalinterlands Bhutan - India
Deze lijst van voetbalinterlands is een overzicht van alle officiële voetbalwedstrijden tussen de nationale teams van Bhutan en India. De landen speelden tot op heden drie keer tegen elkaar. De eerste ontmoeting, een groepswedstrijd tijdens de Zuid-Azië Cup 2005, werd gespeeld op 10 december 2005 in Karachi (Pakistan). Het laatste duel, een groepswedstrijd tijdens de Zuid-Azië Cup 2011, vond plaats in New Delhi op 5 december 2011.

## Wedstrijden
| № | Plaats    | Datum            | Competitie         | Wedstrijd      | Uitslag |
| - | --------- | ---------------- | ------------------ | -------------- | ------- |
| 1 | Karachi   | 10 december 2005 | Zuid-Azië Cup 2005 | India – Bhutan | 3 – 0   |
| 2 | Malé      | 11 juni 2008     | Zuid-Azië Cup 2008 | India – Bhutan | 2 – 1   |
| 3 | New Delhi | 5 december 2011  | Zuid-Azië Cup 2011 | India − Bhutan | 5 − 0   |

## Samenvatting
| Competitie    | Totaal gespeeld | Winst Bhutan | Gelijk | Winst India | Doelsaldo Bhutan – India |
| ------------- | --------------- | ------------ | ------ | ----------- | ------------------------ |
| Zuid-Azië Cup | 3               | 0            | 0      | 3           | 1 − 10                   |
| Totaal        | 3               | 0            | 0      | 3           | 1 − 10                   |

Wedstrijden bepaald door strafschoppen worden, in lijn met de FIFA, als een gelijkspel gerekend.